# Joseph O’Hare
Joseph Aloysius O’Hare SJ (* 12. Februar 1931 in West Bronx, New York City; † 29. März 2020 in der Bronx, New York City) war ein US-amerikanischer Ordensgeistlicher. Von 1984 bis 2003 war er Präsident der Fordham University und von 1988 bis 2003 in den ersten fünfzehn Jahren Vorsitzender des New York City Campaign Finance Board.

## Leben
O’Hare trat 1948 in den Jesuitenorden ein. Er war in der Seelsorge auf den Philippinen tätig und studierte am Berchmans College in Cebu City. Er lehrte von 1955 bis 1958 und von 1967 bis 1972 an der Ateneo de Manila University. Am Woodstock College in Baltimore absolvierte er weitere philosophischen und theologischen Studien; an der Fordham University in New York beendete er 1968 sein PhD-Studium. Am 17. Juni 1961 empfing er die Priesterweihe. Er war von 1972 bis 1975 stellvertretender und von 1975 bis 1984 Chefredakteur des jesuitischen Magazins America. Als Kolumnist gewann er mehrere Auszeichnungen der Catholic Press Association. Zudem war er Superior im jesuitischen Mutterhaus in den USA in New York.
Von 1984 bis 2003 war er Präsident der Fordham University in New York. Er war unter anderem Präsident der Association of Jesuit Colleges and Universities und Association of Catholic Colleges and Universities. O’Hare erhielt 11 Ehrendoktorate, darunter einen von Fordham. 1988 ernannte Bürgermeister Edward Koch den Jesuiten O’Hare zum Gründungsvorsitzenden des New Yorker Campaign Finance Board.